# Ն
Nu, o Now (mayúscula: Ն; minúscula: ն; en armenio: նու) es la vigesimosegunda letra del alfabeto armenio. Representa la nasal alveolar sonora /n/, o la nasal velar sonora /ŋ/ antes de una consonante velar. Se suele ser romanizado con la letra N. Creada por Mesrop Mashtots en el siglo V d. C., tiene un valor numérico de 400.

## Galería

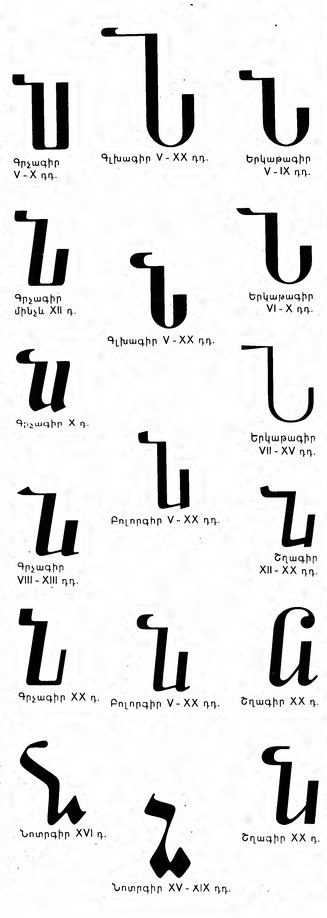
Varias fuentes históricas

Erkat'agir
Grchagir
Bolorgir
Notrgir
Shghagir
Forma tipográfica
Forma manuscrita

## Codificación
| Carácter      | Ն                           | Ն                           | ն                         | ն                         |
| ------------- | --------------------------- | --------------------------- | ------------------------- | ------------------------- |
| Unicode       | ARMENIAN CAPITAL LETTER NOW | ARMENIAN CAPITAL LETTER NOW | ARMENIAN SMALL LETTER NOW | ARMENIAN SMALL LETTER NOW |
| Codificación  | decimal                     | hex                         | decimal                   | hex                       |
| Unicode       | 1350                        | U+0546                      | 1398                      | U+0576                    |
| UTF-8         | 213 134                     | D5 86                       | 213 182                   | D5 B6                     |
| Ref. numérica | &#1350;                     | &#x546;                     | &#1398;                   | &#x576;                   |